# Sangue do Meu Sangue (film)
Pour les articles homonymes, voir Sangue do Meu Sangue.
Pour plus de détails, voir Fiche technique et Distribution.
Sangue do Meu Sangue est un film dramatique portugais réalisé par João Canijo et sorti en 2011.
Il s'agit d'un drame social sur l'amour d'une mère pour sa fille et d'une tante pour son neveu. Elles sont prêtes à tout sacrifier pour les sauver.

## Synopsis
Márcia, mère célibataire de deux enfants, travaille comme cuisinière et partage sa maison du Bairro Padre Cruz, une cité HLM de Carnide, dans la banlieue de Lisbonne, avec sa sœur Ivete, coiffeuse dans un centre commercial. Les deux sœurs ont élevé les enfants de Márcia. Ivete les aime comme s'ils étaient les siens. Il s'agit de Cláudia, qui étudie les soins infirmiers et est caissière dans un supermarché, et de Joca, qui est devenu un petit délinquant. Un jour, deux tragédies viennent bouleverser la vie de la famille Fialho : Joca a essayé de tromper le dealer à qui il vendait et se fait prendre ; et Cláudia présente à sa mère son nouveau petit ami, son professeur d'université, marié et beaucoup plus âgé qu'elle. Lorsque Márcia le rencontre, elle comprend qu'elle doit tout faire pour mettre fin à cette relation, hantée par une tragédie qu'elle veut garder secrète. Dans le même temps, Ivete tente de résoudre le conflit de son neveu en intervenant directement auprès du trafiquant de drogue. Márcia et Ivete se préparent au pire, mais leur amour inconditionnel est capable de tout.

## Fiche technique
- Titre original : Sangue do Meu Sangue[2] (litt. « Le sang de mon sang »)
- Réalisation : João Canijo
- Scénario : João Canijo
- Photographie : Mário Castanheira
- Montage : João Braz
- Costumes : Ana Simão
- Production : Pedro Borges
- Sociétés de production : Midas Filmes
- Format : couleurs - 1,85:1 - Son Dolby Digital
- Pays de production :  Portugal
- Langue de tournage : portugais
- Genre : drame, suspense
- Durée : 140 minutes
- Dates de sortie : 
  - Espagne : septembre 2011 (Festival du film de Saint-Sébastien)
  - Portugal : 5 octobre 2011
  - France : 1er juillet 2012 (Festival du film de La Rochelle)

## Distribution
- Rita Blanco : Márcia Fialho[3]
- Rafael Morais (pt) : João Carlos Fialho, dit « Joca »
- Anabela Moreira : Ivete Fialho
- Cleia Almeida : Cláudia Filipa Fialho
- Marcello Urgeghe : Dr. Alberto Vieira
- Francisco Tavares : César Chaves
- Fernando Luís : "Nini", Hélder
- Nuno Lopes : Telmo Sobral
- Beatriz Batarda : Maria da Luz
- Teresa Madruga : D. Judite
- Teresa Tavares : Sandra
- Wilma de Brito : Érica
- Neuza : Viviane
- Joana Sapinho : Elsa
- Dimitry Bogomolov : Vanechka